# Torre Gorgot
La Torre Gorgot, modernament anomenada Torre Galatea, és un edifici situat a la Pujada del Castell, núm. 26-28, de Figueres (Alt Empordà), declarat bé cultural d'interès nacional. En l'actualitat forma part del Teatre-Museu Dalí.

## Història
Aquesta casa ja existia i formava part de la muralla medieval quan la família empordanesa dels Gorgot s'hi va establir cap al 1636. Durant el segle xix va patir un progessiu abandonament, essent caserna militar el 1812 i, des del 1854, dipòsit d'aigües municipal (recollia les sobrants del castell i les redistribuïa a la vila).
El 1931, la casa va ser restaurada segons el projecte de l'arquitecte Pelai Martínez i Paricio, i la façana fou dissenyada per un arquitecte francès, amic de la família. El gruix de les parets, de 2 m, foren reduïdes a 80 cm, però la torre, al mig de la qual hi havia un rebost i al pis superior el dipòsit d'aIgües municipal, mantingué les parets de prop de 3 m de gruix.
El 1968, l'Ajuntament de Figueres va acordar la transformació de l'antic Teatre municipal (destruït per un incendi a les acaballes de la Guerra Civil) en el Teatre-Museu Dalí, inaugurat el 28 de setembre del 1974. La gran afluència de visitants i la previsió de la futura donació de les pintures del mateix Dalí, va motivar l'inici de les negociacions per a l'adquisició de la Torre Gorgot, i el 23 de setembre del 1981 se'n va signar un precontracte pel preu de 50 milions de pessetes, dels quals 20 serien aportats per la Generalitat. Tanmateix, la sobtada negativa del pintor va impedir la venda, i aleshores, l'Ajuntament de Figueres n'assumí la iniciativa. Finalment, el 17 de novembre del 1982 es va signar l'escriptura de compravenda a Raymond Bruguière de Gorgot per 40 milions de pessetes, i posteriorment, la Generalitat n'esdevingué propietària de la meitat indivisa a canvi de la seva inversió.
Durant els mesos d'agost i setembre del 1983 tingué lloc al Teatre-Museu Dalí una exposició de 65 obres de la col·lecció «Salvador Dalí 1923-1983», on també hi havia 78 fotografies del pintor realitzades pels fotògrafs més importants del món. En aquest moment, Salvador Dalí va rebatejar l'edifici com a Torre Galatea en homenatge a Gala, la seva dona i musa, morta recentment, i en va transformar l'aspecte general amb la col·locació d'uns ous de polièster de 3,50 m d'alçada sobre la façana, tasca encomanada al director tècnic del museu, Pedro Aldamiz-Echevarria, i al pintor Antoni Pitxot.
El 1984, arran d'un incendi al castell de Púbol que gairebé acabà amb la vida de l'artista, Dalí es traslladà a la Torre Galatea, on viuria fins a la seva mort el 1989.

## Descripció
Situat al centre històric de la ciutat, entre la Rambla i el castell de Sant Ferran, és un casal que conserva les úniques restes visibles de l'antiga muralla medieval i que soluciona la seva ubicació en cantonada amb una ampla torre. A la planta baixa hi ha un gran portal d'accés central i dos de laterals més petits, tots emmarcats per dovelles. Al primer pis hi ha alternança de balcons i finestres amb grans llindes de pedra i frontons trencats. La cornisa està sobre mènsules.